# Young Modern
Young Modern è il quinto album musicale del gruppo Silverchair, pubblicato il 31 marzo 2007.

Debutta direttamente al numero 1 della classifica australiana, e al numero 8 di quella neo-zelandese, e vale al gruppo il record del "maggior numero di album consecutivi al primo posto in Australia, surclassando quello precedente dei Midnight Oil (4 album consecutivi al primo posto in classifica). Young Modern riceve 4 award agli ARIA music award (i premi della musica Australiana), compreso "album dell'anno" e "Singolo dell'anno" con "Straight Lines".

L'album vede di nuovo alla produzione Nick Launay e Daniel Johns, e ancora Van Dyke Parks si occupa della composizione degli arrangiamenti per le orchestrazioni di "If You Keep Losing Sleep" "All Across The World" e dello splendido trittico "Those Thieving Birds Pt.1/Strange Behaviour/Those Thieving Birds Pt.2" eseguiti dalla Czech Philharmonic Orchestra di Praga.

Per evitare pressioni esterne l'album è per la prima volta quasi interamente prodotto dal gruppo stesso. Il titolo "young Modern" deriva da un nick dato da Parks a Daniel durante la lavorazione di "Diorama".

## Il disco
La versione download dell'album su iTunes contiene una Bonus track, "English Garden".

L'album è uscito anche in versione LP con una tiratura veramente limitata di sole 400 copie, su richiesta dei fans, ed è inoltre disponibile in versione Limited con DVD contenente "The Making Of Young Modern" e il video di "Straight Lines"

## Tracce
1. Young Modern Station
2. Straight Lines
3. If You Keep Losing Sleep
4. Reflections of a Sound
5. Those Thieving Birds (part 1)/Strange Behaviour/Those Thieving Birds (Part 2)
6. Tha Man That Knew Too Much
7. Waiting All Day
8. Mind Reader
9. Low
10. Insomnia
11. All Across The World

## Singoli Estratti
- Straight Lines
- Reflections of a Sound
- If You Keep Losing Sleep
- Mind reader

## Formazione
- Daniel Johns - voce, chitarra
- Chris Joannou - basso
- Ben Gillies - batteria